# 共产主义马克思主义党
共产主义马克思主义党（英语：Communist Marxist Party）是印度的一个已不存在的共产主义政党。该党成立于1986年，分裂自印度共产党（马克思主义）。2014年3月，该党分裂为共产主义马克思主义党 (约翰)（亲印度国民大会党）和共产主义马克思主义党 (阿拉温达克尚)（亲印度共产党（马克思主义），2019年并入印共（马））。
该党奉行卢森堡主义。该党的创始人是M. V. Raghavan。该党的现任领导人是K. R. Aravindakshan和C. P. John。该党的总部位于特里凡得琅。该党是印度共产主义者和民主社会主义者联盟和喀拉拉邦的左翼民主阵线的成员。